# Касем, Наим
Наим Касем (Касим, араб. نعيم قاسم‎; род. февраль 1953, Бейрут) — ливанский шиитский религиозный и политический деятель. После убийства Хасана Насраллы назначен генеральным секретарем Хезболлы.

## Биография

### Образование
Получил бакалавра и магистерскую степень по химии в Ливанском университете. В течение нескольких лет работал учителем.
В богословии — ученик Мухаммада Хусейна Фадлаллы.

### В политике
В 1982 году стал одним из основателей «Хезболлы».
С 1991 года — заместитель руководителя «Хезболлы».
29 октября 2024 года назначен генеральным секретарем «Хезболлы».

## Авторство
- Hezbollah: The Story from Within. — L., 2006.